# Travelzoo
Travelzoo Inc. ist ein US-amerikanisches Internetunternehmen mit Sitz in New York. Travelzoo filtert Angebote von Reiseveranstaltern und -anbietern und sendet die besten an dessen Mitglieder. Das Unternehmen zählt alleine in Deutschland mehr als 2 Mio. Nutzer. (Stand: Juli 2016)

## Geschichte
Im Oktober 1998 wurde Travelzoo von Ralph Bartel in Mountain View, Kalifornien gegründet. 1999 wurde dann die ersten sogenannten Top 201 veröffentlicht, welche bereits ein Jahr später eine Million Mitglieder erreichte. Im Dezember 2003 folgte der Börsengang an der New-Yorker Börse.
Seit 2006 ist Travelzoo auch in Deutschland vertreten und veröffentlichte im September den ersten deutschen Top 20. Im Jahr 2009 brachte das Unternehmen dann Fly.com auf den Markt, 2010 auch in Deutschland. 2012 erreichte Travelzoo eine Mitgliederzahl von 25 Millionen. 2018 wurde das Unternehmen als Best Travel Deals Provider bei den British Travel Awards ausgezeichnet.
1 Top 20 ist ein Reise-Newsletter, welcher die besten 20 Deals von Travelzoo vorstellt.

## Unternehmen

### Leitung
- Holger Bartel, Global Chief Executive Officer
- Lisa Su, Chief Accounting Officer
- Ralph Bartel, Gründer und Präsident
- Wayne Lee CPA, Chief Financial Officer
- Christina Sindoni Ciocca, Direktorin[3]

### Geschäftszahlen
Im Jahr 2019 erwirtschaftete das Unternehmen einen Umsatz von 111 Mio. USD. Das entspricht einer Steigerung von mehr als 100 % gegenüber dem Geschäftsjahr 2005 mit 51 Mio. USD Umsatz.
| Jahr | Umsatz | Gewinn | Bilanzsumme | Mitarbeiter |
| ---- | ------ | ------ | ----------- | ----------- |
| 2005 | 51     | 8      | 55          | 70          |
| 2006 | 70     | 17     | 44          | 82          |
| 2007 | 79     | 9      | 37          | 157         |
| 2008 | 81     | −4     | 35          | 214         |
| 2009 | 94     | 5      | 46          | 193         |
| 2010 | 113    | 13     | 66          | 255         |
| 2011 | 148    | 3      | 68          | 350         |
| 2012 | 151    | 18     | 98          | 417         |
| 2013 | 171    | −7     | 115         | 436         |
| 2014 | 153    | 13     | 93          | 438         |
| 2015 | 124    | 11     | 69          | 473         |
| 2016 | 114    | 7      | 54          | 444         |
| 2017 | 107    | 4      | 46          | 442         |
| 2018 | 111    | 5      | 43          | 150         |
| 2019 | 111    | 4      | 55          | 136         |